# Per Ekström
Peter Ekström, dit Per Ekström, né le 23 février 1844 sur l'île d'Öland et mort le 21 janvier 1935 à Mörbylånga, est un peintre paysagiste suédois, principalement connu pour ses scènes de couchers de soleil.

## Biographie
Per Ekström naît dans le petit village de Segerstad, dans la partie sud-est de l'île Öland, en Suède. Son père, Gustaf Ekström, est peintre. Il étudie à l'Académie royale suédoise des Beaux-Arts de 1865 à 1872, mais préfère la peinture française à l'école de Düsseldorf alors en vogue dans les pays nordiques. Il s'installe en France en 1876 avec le soutien d'Oscar II, où il est influencé par l'école de Barbizon et Camille Corot. Il expose pour la première fois au Salon en 1878 et gagne une médaille d'or à l'Exposition universelle de 1889.
À son retour en Suède, il s'installe brièvement à Öland et Stockholm, puis à Göteborg de 1892 à 1908, sur les conseils du collectionneur et marchand d'art Pontus Fürstenberg (en). Il séjourne cependant à Öland tous les étés et s'y installe durablement en 1910. Au cours des années 1890, il adopte un style impressionniste, peignant principalement les rives du Stockholms ström et les paysages du Jämtland. Les couchers de soleil dans la brume sont un thème récurrent de son œuvre. Il épouse Hanna Petronella Salomonsson en 1904.
Il semble être devenu blasé vis-à-vis de son travail au fil des années, et les critiques des peintres Karl Nordström (en) et Nils Kreuger (en) ont fait baisser son influence[réf. nécessaire]. Ses œuvres ont été rejetées par le jury de l'Exposition universelle de 1900[réf. nécessaire].
Ekström a inspiré le personnage de Sellén dans le roman La chambre rouge d'August Strindberg, et une rue de Stockholm porte son nom. La plupart de ses œuvres sont conservées au Nationalmuseum, au musée Waldemarsudde de Stockholm et au Musée des Beaux-Arts de Göteborg.

## Galerie

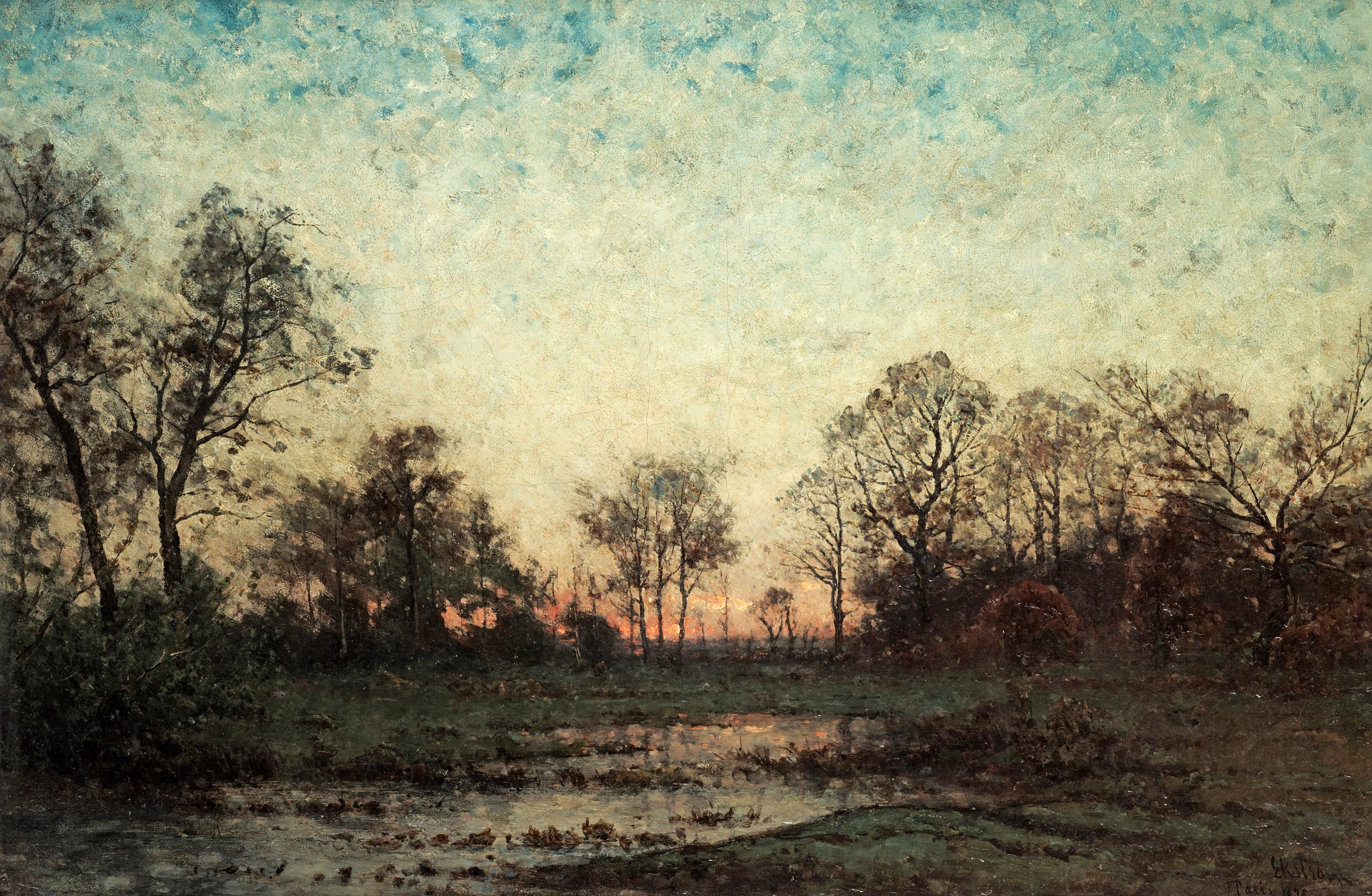
Paysage français, 1878.
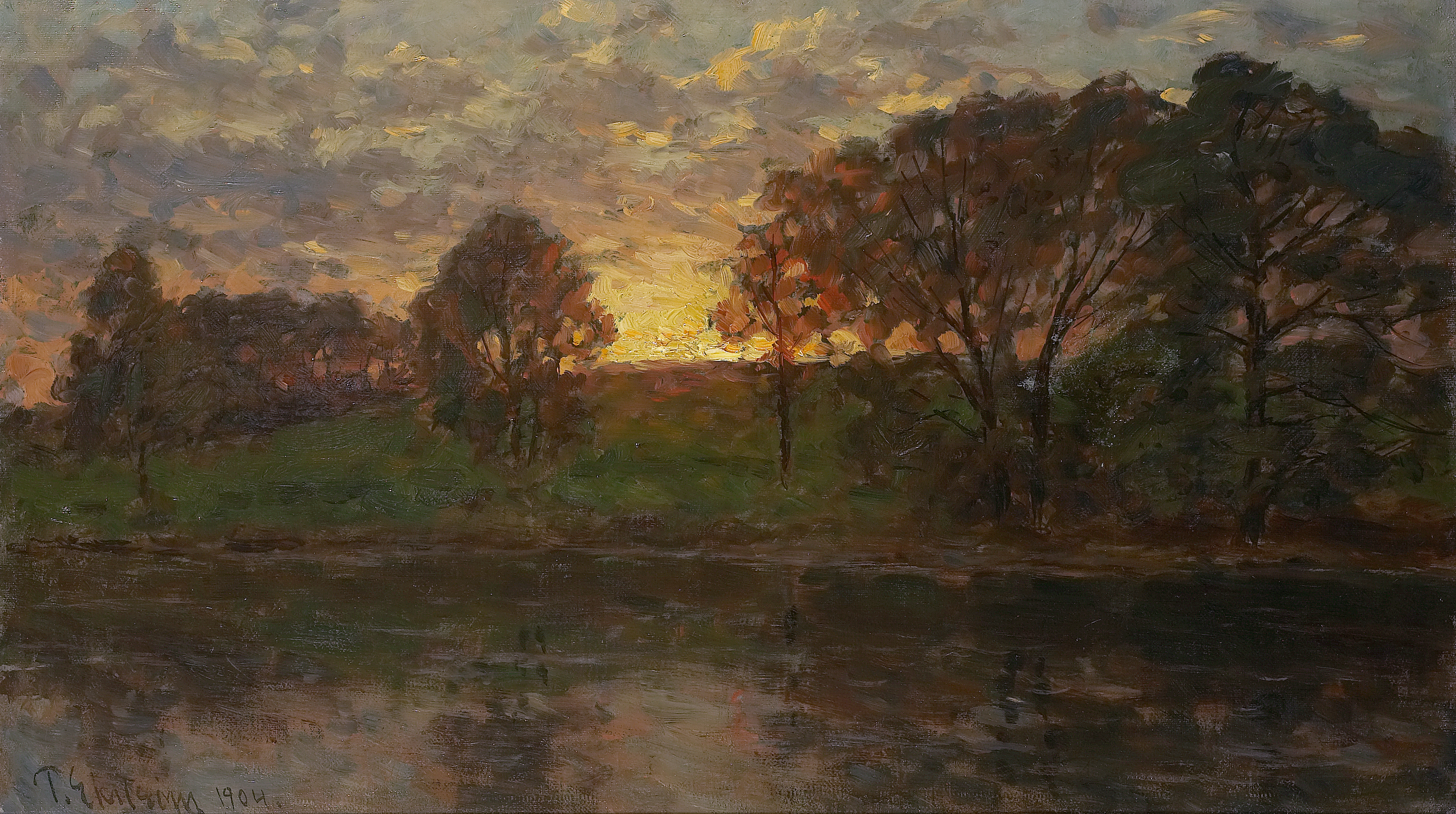
Coucher de soleil, 1904.
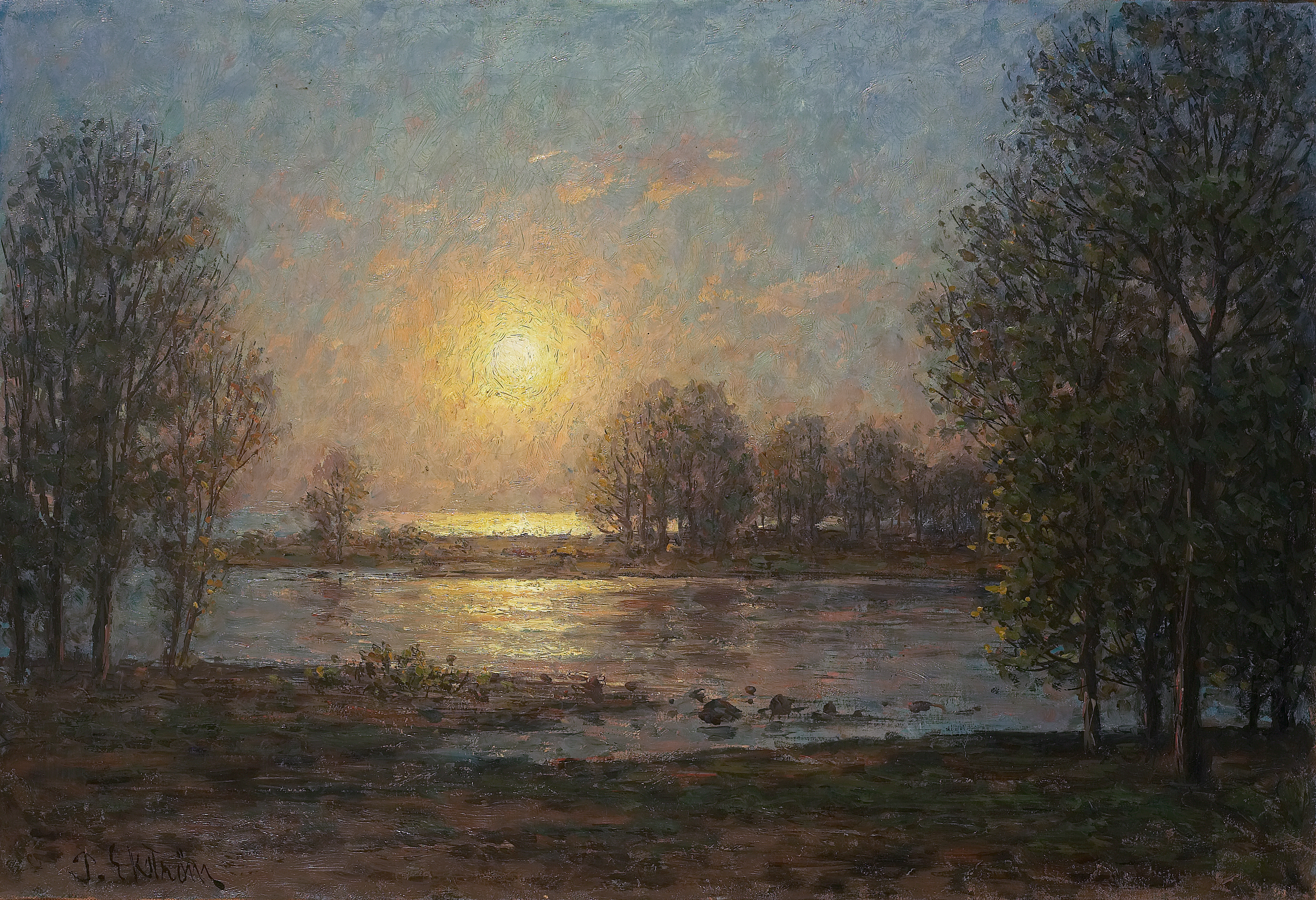
Coucher de soleil.
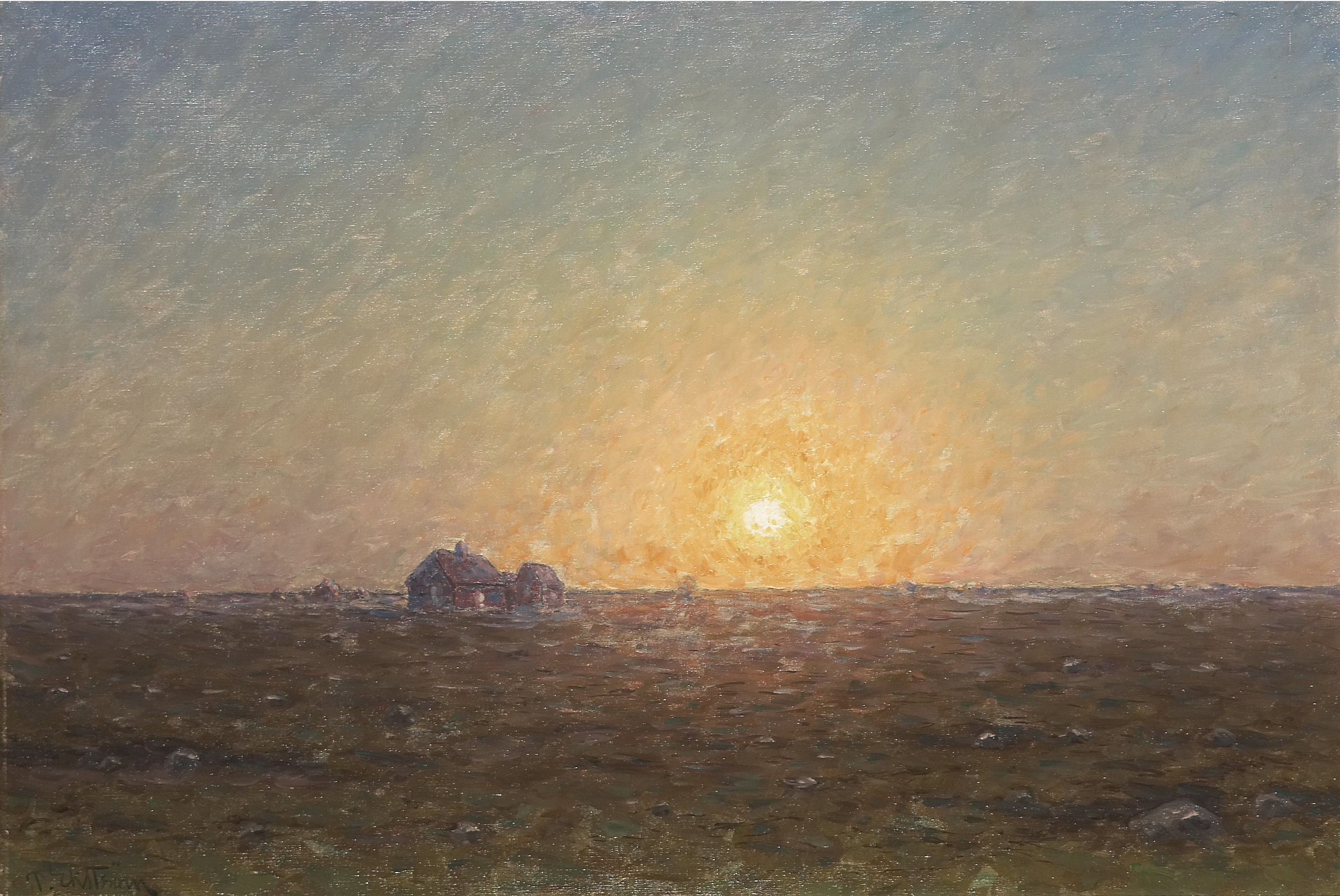
Coucher de soleil à Öland.
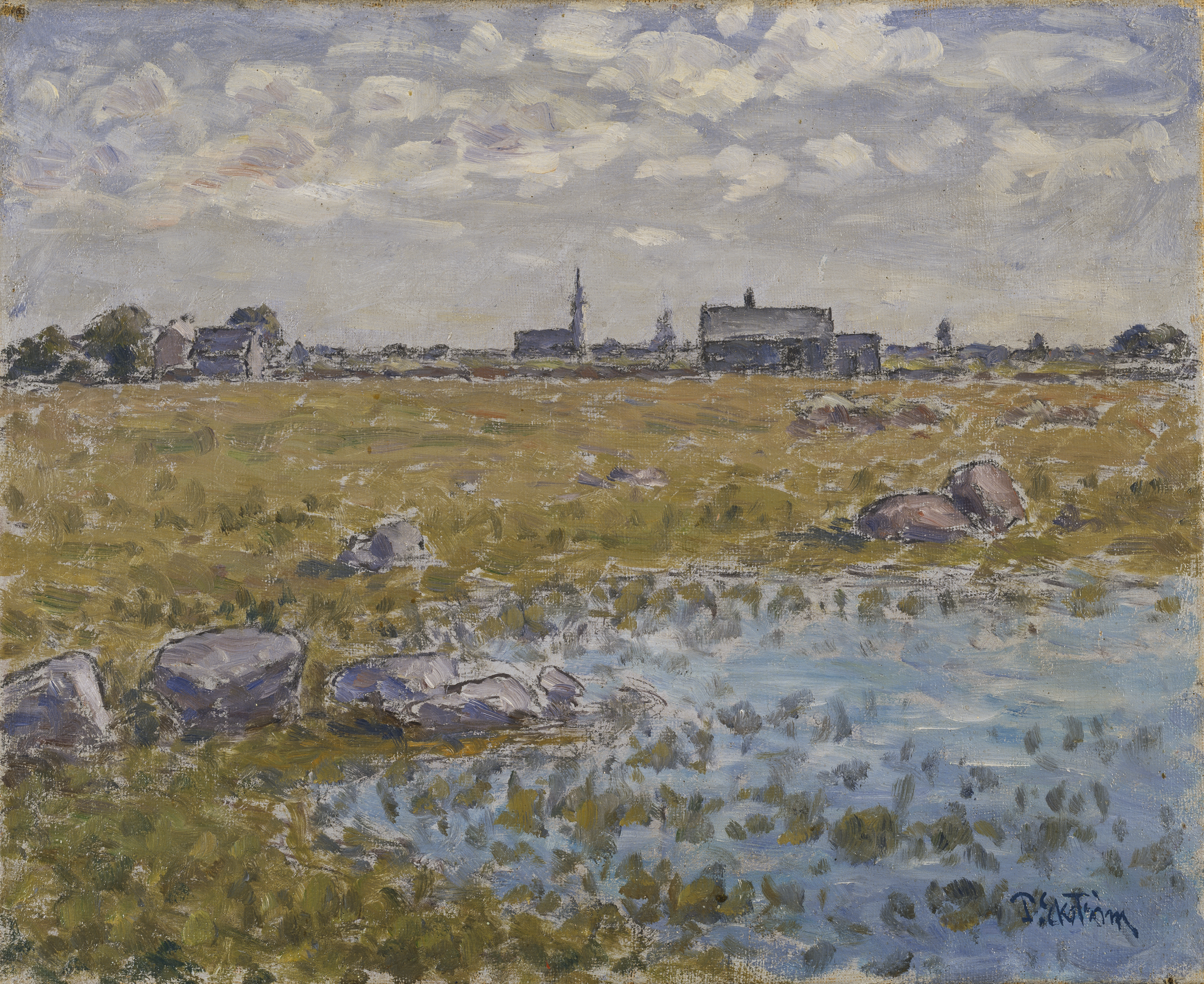
Église de Gräsgård, Nationalmuseum, 1922.